# گاندو (فیلم)
گاندو (انگلیسی: Gandu) یک فیلم مستقل فیلم هنری و درام هندی به کارگردانی کوشیگ موکرجی است که در سال ۲۰۱۰ منتشر شد.
فیلم پیش از نمایش عمومی ابتدا در دانشگاه ییل به نمایش درآمد و سپس در «جشنوارهٔ فیلم جنوب آسیا» در شهر نیویورک اکران شد. این فیلم همچنین برای نمایش در جشنواره بین‌المللی فیلم برلین انتخاب شد.
این فیلم بابت صحنه‌های حاوی برهنگی و سکس مورد بحث بوده و عده‌ای از تماشاگران هنگام نمایش این صحنه‌ها، سالن را ترک کردند. به‌خاطر همین حواشی، فیلم تا مدتی در هند اکران عمومی نشد و سرانجام در «جشنواره فیلم اوسیان» در سال ۲۰۱۲ به‌نمایش درآمد.